# Марков, Василий Владимирович
Васи́лий Влади́мирович Ма́рков (15 июля 1912 года — 11 декабря 1994 года) — полный кавалер Ордена Славы, командир расчёта 120-мм миномёта 172-го гвардейского стрелкового полка (57-я гвардейская стрелковая дивизия, 4-й гвардейский стрелковый корпус 8-я гвардейская армия 1-й Белорусский фронт) гвардии старшина.

## Биография
Василий Владимирович Марков родился 15 июля 1912 года в деревне Заболотье в семье крестьянина. Окончил 4 класса. Потом переехал в Москву и работал столяром на заводе. В РККА с 1942 года. Член КПСС с 1943 года. В боях Великой Отечественной войны — с августа 1942 года. Особо отличился в боях при освобождении Украины, Польши и штурме Берлина.
Наводчик 120-мм миномета 172-го гвардейского стрелкового полка (57-я гвардейская стрелковая дивизия, 8-я гвардейская армия), гвардии рядовой В. В. Марков 1 февраля 1944 года, при прорыве обороны противника северо-западнее города Никополь (Днепропетровской области Украины), точным огнём накрыл пулемёт, 2 повозки с боеприпасами, уничтожил до отделения живой силы противника. 23 февраля 1944 года награждён Орденом Славы 3-й степени.
Командир расчёта 120-мм миномета гвардии старший сержант В. В. Марков 14 января 1945 года, при прорыве обороны противника на реке Висла, у населённого пункта Маниохи (северо-восточнее города Радом, Польша) миномётным огнём накрыл 3 машины с пехотой, бронетранспортер, подавил 5 огневых точек, отразил атаку противника, истребив свыше 10 вражеских солдат. 21 февраля 1945 года награждён Орденом Славы 2-й степени.
В боях на подступах к Берлину, при отражении атак с 16 по 20 апреля 1945 года, В. В. Марков из миномёта уничтожил 3 огневые точки, 3 блиндажа, автомашину, орудие и до 15 солдат и офицеров противника. 23 апреля 1945 года, при форсировании реки Шпрее на окраине Берлина, подавил 3 огневые точки, подбил автомашину с боеприпасами и сразил свыше 10 пехотинцев. 15 мая 1946 года награждён Орденом Славы 1-й степени.
После демобилизации в звании старшины Василий Владимирович Марков жил и работал в Москве. Скончался 11 декабря 1994 года.
Умер в Москве.

## Награды
- Орден Отечественной войны I степени. Указ Президиума Верховного Совета СССР от 11 марта 1985 года.
- Орден Славы I степени. Указ Президиума Верховного Совета СССР от 15 мая 1946 года.
- Орден Славы II степени. Приказ Военного совета 8 гвардейской армии № 488/н от 21 февраля 1945 года.
- Орден Славы III степени. Приказ командира 57 гвардейской стрелковой дивизии № 047 от 22 февраля 1944 года.
- Медаль «За боевые заслуги». Приказ командира 172 гвардейского стрелкового полка № 04/н от 10 марта 1943 года.
- Медаль «За победу над Германией в Великой Отечественной войне 1941—1945 гг.». Указ Президиума Верховного Совета СССР от 9 мая 1945 года.
- Медаль «За взятие Берлина». Указ Президиума Верховного Совета СССР от 9 июня 1945 года.
- Другие медали СССР.